# 山田鐐一
山田 鐐一（やまだ りょういち、1922年4月29日 - 2008年6月16日）は、日本の法学者。専門は国際私法。学位は、法学博士（東京大学・論文博士・1962年）（学位論文「外国法人の研究」）。名古屋大学名誉教授。1997年勲二等瑞宝章受章。

## 略歴
愛知県名古屋市千種区出身。愛知一中を経て、1947年東京帝国大学法学部法律学科卒業。1962年「外国法人の研究」で、法学博士（東京大学）の学位を取得。名古屋大学法学部助教授、教授、1986年定年退官、名誉教授、愛知学院大学教授、2001年退職。1997年勲二等瑞宝章受勲。

## 著書
- 『国際私法』法文社 法学新書 1959
- 『国際私法の研究』有斐閣 1969
- 『現代法学全集 47 国際私法』筑摩書房 1982
- 『国際私法』有斐閣 1992

### 共編著
- 『国際私法講義』澤木敬郎共編 青林書院新社 青林講義シリーズ 1970
- 『国際私法演習』澤木敬郎共編 有斐閣 1973
- 『わかりやすい新国籍法』土屋文昭共著 有斐閣リブレ 1984
- 『韓国家族法入門』青木勢津,青木清共著 有斐閣 1986
- 『演習国際私法』早田芳郎共編 有斐閣 法学教室選書 1987
- 『国籍法』江川英文,早田芳郎共著 有斐閣 法律学全集 1989
- 『わかりやすい国際結婚と法』南敏文,澤木敬郎,住田裕子共著 有斐閣リブレ 1990
- 『わかりやすい入管法』黒木忠正共著 有斐閣リブレ 1990
- 『国際取引法』佐野寛共著 有斐閣 1992
- 『よくわかる入管法』黒木忠正共著 有斐閣 2006

## 論文
- Cinii